# Zachár Imre
Zachár Imre (Budapest, 1890. május 11. – Budapest, 1954. április 7.) olimpiai ezüstérmes úszó, vízilabdázó, banktisztviselő, a Magyar Jelzáloghitel Bank egykori igazgatója.
Halmay Zoltán tanítványaként 1905-től az MTK (Magyar Testgyakorlók Köre) úszója és vízilabdázója, 1911-től a MAC (Magyar Atlétikai Club) úszója és a MAFC (Műegyetemi Atlétikai és Football Club) vízilabdázója volt. 1908-tól 1912-ig szerepelt mindkét sportág magyar válogatottjában. Az 1908. évi nyári olimpián a magyar úszó válogatottban, az 1912. évi nyári olimpián a magyar úszó és a magyar vízilabda válogatottban is szerepelt. 1908-ban, Londonban tagja volt az ezüstérmes magyar gyorsváltónak. Itt 400 m-es gyorsúszásban is indult, de a középfutamból nem jutott tovább. Az 1912. évi olimpián a vízilabdacsapat tartalék kapusaként vett részt, és Ádám Sándor lábtörése után két mérkőzésen ő védte a magyar kaput. Ugyanekkor szerepelt a magyar 4×200 méteres úszóváltóban is, amely bejutott a döntőbe, ott azonban Las Torres Béla kimerültsége miatt nem állt rajthoz. Pályafutása alatt összesen három magyar bajnoki címet nyert. Az aktív sportolást 1914-ben fejezte be. Visszavonulása után banktisztviselő volt, a Magyar Jelzáloghitel Bank igazgatójaként ment nyugdíjba. 1951 májusában a kommunista Rákosi-rendszerben politikailag veszélyesnek minősítették, Budapestről kitelepítették Jászkisérre, ahol egy átalakított tyúkólba nyert elhelyezést. Lakását elvették, nyugdíját megvonták. Jászkisérről 1953 őszén szélnek eresztették, Őrbottyánban sógora fogadta, mivel budapesti kitiltása továbbra is fennállt. Budapesten csak azért hunyhatott el, mert a mentő Őrbottyánból a Fiumei úti kórházba vitte. A megpróbáltatások következtében 1954. április 7-én szívelégtelenségben hunyt el.

## Sporteredményei

### Úszásban
- olimpiai 2. helyezett:
  - 1908, London: 4 × 200 m gyors (10:59,0 – Munk József, Las Torres Béla, Halmay Zoltán)
- olimpiai résztvevő: 
  - 1908, London: 400 m gyorsúszás (helyezetlen, időeredményét nem jegyezték fel)
  - 1912, Stockholm: 4 × 200 m gyorsváltó (helyezetlen – Beleznay László, Kenyery Alajos, Las Torres Béla)
- háromszoros magyar bajnok:
  - 880 yard gyors: 1907, 1910
  - 100 yard gyors: 1910

### Vízilabdázásban
- olimpiai 5. helyezett: 
  - 1912, Stockholm (Ádám Sándor, Beleznai László, Fazekas Tibor, Hégner Jenő, Rémi Károly, Wenk János, Zachár Imre)